# کوستانتینو دلا گراردسکا
کوستانتینو دلا گراردسکا (انگلیسی: Costantino della Gherardesca؛ زادهٔ ۲۹ ژانویهٔ ۱۹۷۷) بازیگر، روزنامه‌نگار و مجری رادیو اهل ایتالیا است.